# William Cadogan
William, 1.er comte de Cadogan (1672, Liscarton, Comtat de Meath, Irlanda - 17 de juliol, 1726, Kensington, Anglaterra) fou un soldat britànic.
Va prestar servei com a soci de confiança amb el duc de Marlborough durant la Guerra de Successió Espanyola. Després es va veure embolicat en intrigues per obtenir la successió de Jordi I de la Casa de Hannover el 1714.
Va esclafar una revolta jacobita el 1716. Li fou atorgat el títol de comte en 1718 i fou promogut a comandant en cap el 1722.